# (5274) Degewij
(5274) Degewij (1985 RS) – planetoida z grupy pasa głównego asteroid okrążająca Słońce w ciągu 4 lat i 136 dni w średniej odległości 2,67 j.a. Została odkryta 14 września 1985 roku w Lowell Observatory (Anderson Mesa Station) przez Edwarda Bowella.